# Нове Пекельне
Нове́ Пекельне — село в Україні, у Берестинському районі Харківської області. Населення становить 224 осіб. До 2020 орган місцевого самоврядування — Новомажарівська сільська рада.
Після ліквідації Зачепилівського району 19 липня 2020 року село увійшло до Красноградського (Берестинського) району.

## Географія
Село Нове Пекельне знаходиться на правому березі річки Оріль, русло річки звивисте, на ньому багато лиманів, вище за течією за 2 км розташоване село Старе Мажарове, нижче за течією примикають села Старе Пекельне і Зіньківщина, на протилежному березі - місто Перещепине (Дніпропетровська область). Через село автомобільна дорога М18 (E105).

## Історія
- 1775 - дата заснування.

## Населення
Згідно з переписом УРСР 1989 року чисельність наявного населення села становила 240 осіб, з яких 107 чоловіків та 133 жінки.
За переписом населення України 2001 року в селі мешкали 224 особи.

### Мова
Розподіл населення за рідною мовою за даними перепису 2001 року:
| Мова       | Відсоток |
| ---------- | -------- |
| українська | 98,21 %  |
| російська  | 1,79 %   |

## Економіка
- Молочно-товарна ферма.